# 北白川宮
北白川宮（日语：／ Kitashirakawa-no-miya */?）是日本明治時代伏見宮邦家親王的第13王子，智成親王創立的宮家，昭和22年（1947年）宮號廢止。
舊名為聖護院宮，1868年聖護院宮嘉言親王逝世，其弟智成親王繼承宮家而更名為北白川宮。
與明治天皇有兩段姻親關係，恒久王及成久王分別迎娶了昌子内親王及房子內親王。

## 系譜
- 北白川宮智成親王
- 北白川宮能久親王，（陸軍中將，死後追贈大將）
  - 竹田宮恒久王（陸軍少將）——（妻）昌子内親王
    - 竹田宮恒德王（陸軍中佐）

  - 北白川宮成久王（陸軍大佐）——（妻）房子內親王
    - 北白川宮永久王（陸軍大尉，死後追升少佐）
      - 北白川宮道久王

  - 小松輝久（海軍中將，舊侯爵）
  - 上野正雄（海軍少将，舊伯爵）